# Takashi Nonomura
Takashi Nonomura (jap. 野々村孝 Nonomura Takashi; ur. 20 marca 1969 w Chiryū) – japoński zapaśnik w stylu klasycznym. Dwukrotny olimpijczyk. Jedenasty w Barcelonie 1992 i siedemnasty w Atlancie 1996. Startował w kategorii 100 kg.
Brązowy medal na igrzyskach azjatyckich w 1994. Trzykrotny medalista mistrzostw Azji, srebro w 1991 i 1992, a brąz w 1996. Czwarty w Pucharze Świata w 1989 roku.